# Чужегово
Чуже́гово (рос. Чужегово) — присілок у складі Шарканського району Удмуртії, Росія.

## Населення
Населення — 234 особи (2010; 272 у 2002).
Національний склад станом на 2002:
- удмурти — 93 %

## Урбаноніми[3]
- вулиці — Джерельна, Польова, Центральна